# The Nations
The Nations è un videogioco di tipo gestionale, ambientato in un mondo fantastico, sviluppata da "JoWooD" e distribuita nell'anno 2001.

## Modalità di gioco
Le 3 campagne per il gioco in singolo (di varie missioni) sono relative a tre specie: alieni, donne guerriere ed insetti.
Il gioco presenta anche mappe utilizzabili per il gioco in gruppo su LAN o su Internet.

## Accoglienza
| Testata                         | Giudizio |
| ------------------------------- | -------- |
| Metacritic (media al 18-8-2019) | 65%      |
| 4Players                        | 80%      |
| GameStar                        | 68%      |
| Gameswelt                       | 78%      |
| PC Action                       | 78%      |
| PC Games                        | 8/10     |
| Spieletipps.de                  | 70%      |

Il gioco ha avuto un'accoglienza generalmente positiva.

## Espansioni
Il 26 novembre 2001, il gioco ha ricevuto un'espansione gratuita, chiamato Bonus Pack, comprendente nuovi edifici e 22 missioni aggiuntive.
L'8 marzo 2002 ha visto l'uscita di un editor di mappe scaricabile gratuitamente.
In seguito, il gioco ha avuto una Gold Edition che include gioco standard, espansione ed editor di mappe.